# Pyrenäen-Kleinwühlmaus

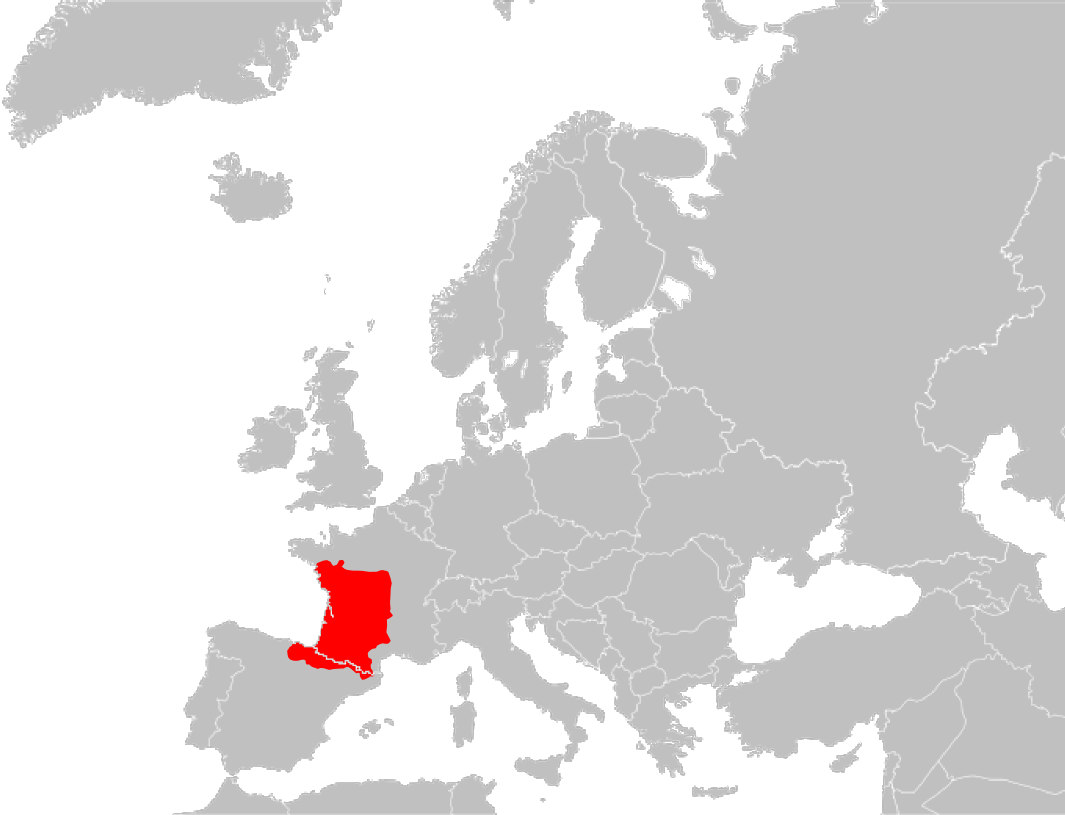
Verbreitungsgebiet der Pyrenäen-Kleinwühlmaus

Die Pyrenäen-Kleinwühlmaus (Microtus gerbei) ist ein in Westeuropa verbreitetes Nagetier in der Gattung der Feldmäuse. Laut unterschiedlichen Quellen ist sie nah mit der Mittelmeer-Kleinwühlmaus (Microtus duodecimcostatus) oder mit der Italien-Kleinwühlmaus (Microtus savii) verwandt. Zeitweilig erfolgte die Listung dieser Art in der Gattung Pitymys. In älteren Werken kommt der ungültige Artname Microtus pyrenaicus vor.

## Merkmale
Unabhängig von deutschen Trivialnamen ist diese Feldmaus mit einer Kopf-Rumpf-Länge von 92 bis 108 mm, einer Schwanzlänge von 22 bis 37 mm und einem Gewicht von 17 bis 32 g mittelgroß. Die Oberseite ist mit gelbbraunem bis dunkelbraunem Fell bedeckt und auf der Unterseite kommt graues Fell vor. Verglichen mit der Mittelmeer-Kleinwühlmaus ist der Schädel robuster. Weitere Kennzeichen sind nur leicht angewinkelte obere Schneidezähne und bei Weibchen vier paarig angeordnete Zitzen im Leistenbereich.

## Verbreitung
Die Art lebt in den Pyrenäen und im angrenzenden Tiefland im Nordosten Spaniens sowie im Westen und bis zum Zentrum Frankreichs. Sie erreicht im Gebirge 2000 Meter Höhe und bewohnt trockene felsige Bergwälder, Bergwiesen und -weiden sowie andere Kulturlandschaften. Die Pyrenäen-Kleinwühlmaus bevorzugt eine stärkere Bodenschicht mit einem dichten Unterwuchs und sie hält sich von steilen Hängen fern. Im Durchschnitt liegt die Jahrestemperatur im Verbreitungsgebiet bei 15 °C und der Jahresniederschlagsmenge bei 1000 Millimeter.

## Lebensweise
Die Exemplare leben in selbstgegrabenen Bauen oder sie nutzen im Hochgebirge andere Verstecke. Verglichen mit nahen verwandten Feldmäusen schwimmen sie selten. Die Art frisst Blätter und Stängel von verschiedenen Pflanzen wie Gefingerter Lerchensporn oder Berg-Zeitlose. Weibchen können sich das ganze Jahr paaren und die meisten Nachkommen werden zwischen April und November geboren. Pro Wurf kommen bis zu vier Neugeborene vor.

## Gefährdung
Die IUCN listet die Pyrenäen-Kleinwühlmaus als nicht gefährdet (least concern), da der Bestand als stabil eingeschätzt wird und da keine Bedrohungen vorliegen.